# Ine Schäffer
Inga „Ine” Schäffer (z domu Mayer-Bojana, później Spreitz, ur. 28 marca 1923 w Grazu, zm. 19 marca 2009 w Victorii) – austriacka lekkoatletka specjalizująca się w pchnięciu kulą oraz w rzucie dyskiem, uczestniczka letnich igrzysk olimpijskich w Londynie (1948), brązowa medalistka olimpijska w pchnięciu kulą. Po zakończeniu kariery sportowej w latach 50. osiedliła się w Kanadzie, gdzie uczyła wychowania fizycznego.

## Sukcesy sportowe
- dwukrotna mistrzyni Austrii w pchnięciu kulą – 1943, 1948
- dwukrotna mistrzyni Austrii w rzucie dyskiem – 1943, 1949
- wicemistrzyni Niemiec w pchnięciu kulą – 1943[2]

| Rok  | Miasto | Zawody               | Konkurencja    | Wynik         |
| ---- | ------ | -------------------- | -------------- | ------------- |
| 1948 | Londyn | Igrzyska olimpijskie | pchnięcie kulą | brązowy medal |

## Rekordy życiowe
- pchnięcie kulą – 13,27 – Graz 11/06/1950
- rzut dyskiem – 42,53 – Graz 31/07/1949